# Effet de porte
 (février 2024).
La mise en forme du texte ne suit pas les recommandations de Wikipédia : il faut le « wikifier ».
Les points d'amélioration suivants sont les cas les plus fréquents. Le détail des points à revoir est peut-être précisé sur la page de discussion.
- Les titres sont pré-formatés par le logiciel. Ils ne sont ni en capitales, ni en gras.
- Le texte ne doit pas être écrit en capitales (les noms de famille non plus), ni en gras, ni en italique, ni en « petit »…
- Le gras n'est utilisé que pour surligner le titre de l'article dans l'introduction, une seule fois.
- L'italique est rarement utilisé : mots en langue étrangère, titres d'œuvres, noms de bateaux, etc.
- Les citations ne sont pas en italique mais en corps de texte normal. Elles sont entourées par des guillemets français : « et ».
- Les listes à puces sont à éviter, des paragraphes rédigés étant largement préférés. Les tableaux sont à réserver à la présentation de données structurées (résultats, etc.).
- Les appels de note de bas de page (petits chiffres en exposant, introduits par l'outil «  Source ») sont à placer entre la fin de phrase et le point final[comme ça].
- Les liens internes (vers d'autres articles de Wikipédia) sont à choisir avec parcimonie. Créez des liens vers des articles approfondissant le sujet. Les termes génériques sans rapport avec le sujet sont à éviter, ainsi que les répétitions de liens vers un même terme.
- Les liens externes sont à placer uniquement dans une section « Liens externes », à la fin de l'article. Ces liens sont à choisir avec parcimonie suivant les règles définies. Si un lien sert de source à l'article, son insertion dans le texte est à faire par les notes de bas de page.
- La présentation des références doit suivre les conventions bibliographiques. Il est recommandé d'utiliser les modèles {{Ouvrage}}, {{Chapitre}}, {{Article}}, {{Lien web}} et/ou {{Bibliographie}}. Le mode d'édition visuel peut mettre en forme automatiquement les références.
- Insérer une infobox (cadre d'informations à droite) n'est pas obligatoire pour parachever la mise en page.

Pour une aide détaillée, merci de consulter Aide:Wikification.
Si vous pensez que ces points ont été résolus, vous pouvez retirer ce bandeau et améliorer la mise en forme d'un autre article.
 (février 2024).
Le phénomène de l'effet porte ou effet de changement d'emplacement est un phénomène psychologique reproductible caractérisé par une perte de mémoire à court terme lors du passage au travers d'une porte ou d'un déplacement d'un endroit à un autre. Nous avons tendance à oublier des éléments récents significatifs immédiatement après avoir franchi une frontière et oublions souvent ce à quoi nous pensions ou ce que nous avions prévu de faire en entrant dans une pièce différente. Des recherches suggèrent que ce phénomène se produit à la fois aux frontières littérales (par exemple, en passant d'une pièce à une autre via une porte) ainsi qu'aux frontières métaphoriques (par exemple, en s'imaginant traverser une porte, ou même en passant d'une fenêtre de bureau à une autre sur un ordinateur).
La mémoire est organisée autour d'événements ou d'épisodes spécifiques, comme assister à une conférence ou prendre un repas en famille, plutôt qu'un flux continu seulement interrompu par le sommeil. Cette organisation est appelée mémoire épisodique. Elle consiste à recevoir et stocker des informations provenant d'événements datés dans le temps, ainsi que leurs relations spatio-temporelles.
De nombreuses études psychologiques ont indiqué que le contexte externe, y compris l'endroit où un événement se produit, joue un rôle important dans la manière dont les souvenirs sont séparés,. Ce contexte permet d'établir des distinctions entre les différents événements mémorisés. Les souvenirs d'événements se produisant dans notre environnement actuel sont plus faciles d'accès que ceux provenant d'endroits différents. Par conséquent, lorsque nous nous déplaçons dans l'espace et arrivons dans un endroit différent, ce changement de lieu peut agir comme le marqueur d'une limite séparant et catégorisant le flux continu de nos souvenirs en segments distincts.